# Tirzepatid
Tirzepatid (varumärkesnamn: Mounjaro) är ett läkemedel för behandling av diabetes marknadsfört av Eli Lilly. Läkemedlet ges som subkutan injektion en gång per vecka och verkar mot receptorer för hormonerna GLP-1 och GIP. Mounjaro godkändes år 2022 för behandling av diabetes typ 2 av U.S. Food and Drug Administration och Europeiska läkemedelsmyndigheten.
Hormonerna glukagonliknande peptid-1 (GLP-1) och gastriskt hämmande hormon (GIP) är involverade i blodsockerbalansen. De utsöndras i tarmen i samband med och efter matintag. Genom aktivering av dessa receptorer uppnås en förbättrad blodsockerkontroll. Läkemedlet är godkänt för behandling av diabetes som komplement till fördelaktiga kost- och motionsvanor.
Förberedelser pågår även för att lansera tirzepatid som läkemedelsbehandling mot fetma, samt övervikt med komplikationer. Genomförda studier uppskattar den genomsnittliga viktnedgången till 20 % av kroppsvikten, vilket är högre än för tidigare godkända GLP-1-analoger. Över 1 miljard personer har ett BMI över 30, vilket gör att det globala värdet på försäljningen uppskattats till 250–500 miljarder kronor per år.

## Kontraindikationer
Tirzepatid bör inte användas hos personer med personlig eller familjehistorik av medullär sköldkörtelcancer eller hos personer med multipel endokrin neoplasi typ 2.

## Biverkningar
Försök i prekliniska, fas I och fas II kliniska studier visade att tirzepatid har biverkningar liknande de hos andra etablerade GLP-1-receptoragonister, såsom dulaglutid. Dessa effekter inträffar främst inom mag-tarmkanalen. De mest frekvent observerade är illamående, diarré och kräkningar, vilka ökade i förekomst med doseringsmängden (dvs. högre sannolikhet ju högre dosen).Antalet patienter som avbröt behandlingen med tirzepatid ökade också med ökad dos, med patienter som tog 15 mg som hade en avbrottsfrekvens på 25% jämfört med 5,1% för patienter som tog 5 mg och 11,1% för dulaglutid. I något mindre utsträckning rapporterade patienter också minskad aptit. Andra rapporterade biverkningar var dyspepsi, förstoppning, buksmärta, yrsel och hypoglykemi.